# Sever (Moimenta da Beira)
Sever is een plaats (freguesia) in de Portugese gemeente Moimenta da Beira en telt 603 inwoners (2001).